# NGC 1867
NGC 1867 (другое обозначение — ESO 85-SC53) — рассеянное скопление в созвездии Золотой Рыбы, расположенное в Большом Магеллановом Облаке. Открыто Джоном Гершелем в 1837 году. Описание Дрейера: «очень тусклый, довольно крупный объект круглой формы». Этот объект входит в число перечисленных в оригинальной редакции «Нового общего каталога».
Возраст скопления составляет 200—400 миллионов лет.